# Chilo terrenellus
Chilo terrenellus là một loài bướm đêm trong họ Crambidae. Chúng được tìm thấy ở Papua New Guinea và các hòn đảo ở eo biển Torres.
Ấu trùng ăn cây mía, chúng đục vào thân cay.

## Hình ảnh

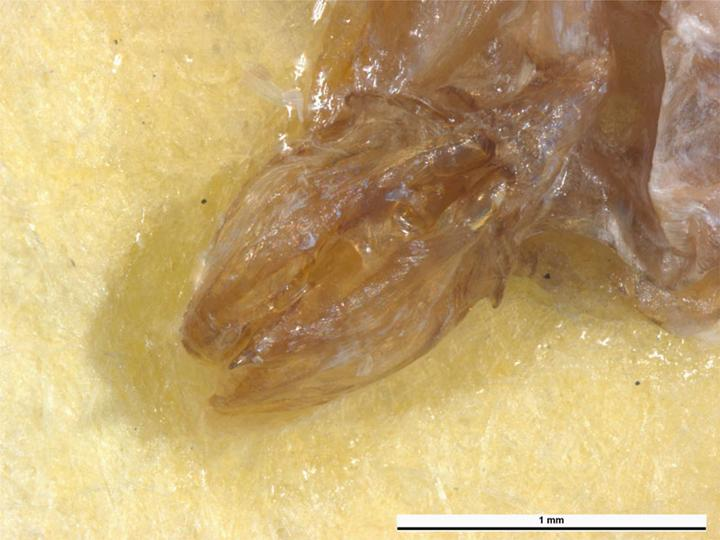